# Hellboy
 For alternative betydninger, se Hellboy (flertydig). (Se også artikler, som begynder med Hellboy)
Hellboy er en amerikansk Dark Horse Comics-tegneseriefigur, skabt af Mike Mignola. I San Diego Comic-Con Comics #2, 1993, ses titelfiguren første gang. Serien omhandler Hellboy, der er en rød dæmon fra en anden dimension kaldt til jorden af nazistiske okkultister med hjælp fra Rasputin.
Hellboy-tegneserien er bl.a. udgivet på følgende sprog: dansk, tysk, engelsk, spansk, finsk, fransk, italiensk, japansk, polsk, portugisisk, svensk, tyrkisk
Hellboy er endvidere filmatiseret i Hellboy fra 2004 og Hellboy II: The Golden Army fra 2008 af Guillermo del Toro med Ron Perlman i titelrollen. Derudover er der to animerede serier og spil.

## Biografi
En mand ved navn Rasputin kommer i kontakt med et monster, kaldet Ogdru Jahad, som i gamle dage blev tilbedt af nogle af jordens folk. Dette monster skulle fodres, for at blive tilfredsstillet. De blev fodret med menneskekød.
Rasputin begynder at prædke om disse monstre, men overalt hvor han prædker, bliver folk sure på ham. Indtil han tager til Nazi-Tyskland, og udnytter Hitler til at lave Project Ragna Rok. Han samler nogle folk og får dem til at tro, at de selv fandt på projektet.
Projektet går ud på, at tilkalde en dæmon som vil vække de Ogdru Jahad, som så vil fortære jorden. Rasputin får lavet de nødvendige ting, til at lave en dimensionsport. Gennem dimensionsporten henter han Hellboy. Men Hellboy kommer frem hos en trop amerikanske soldater, og ikke ved tyskerne.
Hellboy får en god opdragelse, og ender ved Bureauet for Paranormal Forskning og Forsvar som Paranormalitets-nedkæmper. I bureauet får han nye venner. Bl.a. Abraham "Abe" Sapien, Trevor Bruttenholm og Liz Sherman. Trevor Bruttenholm bliver dog senere myrdet af Rasputin.

## Øvrige personer
- Johann Kraus